# Univerza v Coimbri
Univerza v Coimbri (UC portugalsko Universidade de Coimbra, izgovorjava [univɨɾsiˈðaðɨ ðɨ kuˈĩbɾɐ]) je javna raziskovalna univerza v Coimbri na Portugalskem. Prvotno je bila ustanovljena v Lizboni leta 1290, nakar se je mnogokrat selila, dokler se ni za stalno preselila v Coimbro leta 1537. Univerza je med najstarejšimi neprekinjeno delujočimi univerzami na svetu, najstarejša na Portugalskem in je imela pomembno vlogo pri razvoju visokošolskega izobraževanja v portugalsko govorečem svetu. Leta 2013 je UNESCO razglasil univerzo za svetovno dediščino, pri čemer je poudaril njeno arhitekturo, edinstveno kulturo in tradicijo ter zgodovinsko vlogo.
Sodobna univerza je organizirana v osem fakultet, ki podeljujejo diplomo (licenciado), magisterij (mestre) in doktorat (doutor) na skoraj vseh glavnih področjih. Po njej se imenuje leta 1985 ustanovljena skupina evropskih raziskovalnih univerz Coimbra, katere ustanovna članica je bila. Tu študira več kot 25.000 študentov, od katerih jih je več kot 15 % mednarodnih, zato je ena najbolj svetovljanskih univerz na Portugalskem.
Alumni Coimbre v preteklih stoletjih vključujejo portugalskega narodnega pesnika Luísa de Camõesa, matematika Pedra Nunesa, številne državnike, predsednike vlad in predsednikov Portugalske ter Nobelovega nagrajenca Antónia Egaza Moniza.

## Zgodovina
Univerzo je leta 1290 ustanovil ali ratificiral kralj Denis Portugalski, in je začela svoj obstoj v Lizboni z imenom Studium Generale (Estudo Geral). Scientiae thesaurus mirabilis, kraljeva listina, ki napoveduje ustanovitev univerze, je bila datirana 1. marca tega leta, čeprav so bila vsaj od leta 1288 prizadevanja za ustanovitev te prve univerze na Portugalskem; tako je druga najstarejša tovrstna ustanova na Iberskem polotoku. Papeška potrditev je bila tudi dana leta 1290 (9. avgusta tega leta), v času papeževanja Nikolaja IV. V skladu s papeško bulo so se lahko ustanovile vse 'dovoljene' fakultete, razen teološke. Tako so prve nastale filozofska, pravna, cerkvenopravna in medicinska fakulteta. Vendar v Lizboni ni ostala dolgo. Leta 1308 se je univerza verjetno zaradi težav z emancipacijo od Cerkve (odnosi med slednjo in politično oblastjo so bili takrat nekoliko zaostreni) in sporov med prebivalci mesta in študenti preselila v Coimbro. To mesto je že imelo staro tradicijo v izobraževanju, kjer je bila zelo uspešna šola samostana sv. Križa. Univerza je bila takrat ustanovljena na mestu, znanem kot Estudos Velhos, kar približno ustreza območju, kjer zdaj stoji glavna knjižnica.
Leta 1338, med vladavino Afonza IV., je bila ponovno prenesena v Lizbono, od koder se je vrnila leta 1354, tokrat v središče mesta, ki je bilo takrat v polnem razmahu. Leta 1377, v času vladavine kralja Ferdinanda I., so jo ponovno prenesli v Lizbono, kjer je ostala več kot stoletje in pol. Dovoljenje za teološko fakulteto verjetno izvira iz tega obdobja – okoli leta 1380. Leta 1537, med vladavino Ivana III. (1521–57), se je univerza dokončno preselila v Coimbro, kjer je bila nameščena v palači Alcaçova, ki je bila pozneje leta 1597 kupljena od kraljeve družine.
V istem obdobju 1521-57 so bile izvedene pomembne reforme. Univerza kot institucija in vse knjižnične knjige so bile preseljene iz Lizbone v Coimbro. Večina nove fakultete, ki je bila prej povezana s špansko univerzo v Salamanci, sprva ni bila zaposlena v Coimbri in kasneje se profesorji na splošno niso preselili. Fakultete, ki so bile doslej razpršene v različnih stavbah, so bile združene v Palacio del Rey, povabljeni pa so bili tudi drugi novi in ugledni španski profesorji. Na teološki fakulteti sta poučevala Alfonso de Prado in Antonio de Fonseca, slednji pariški doktor; na pravni fakulteti slavni kanonist Martin de Azpilcueta (doktor Navarrus), Manuel de Costa in Antonio Francisco Suárez, vsi trije iz Salamance. Medtem sta Francisco Franco (komorni zdravnik Ivana III.) in Rodrigo Reinoso poučevala na Medicinski fakulteti. Klasične jezike in književnosti so poučevali profesorji, kot je Cipriano Suárez, avtor znamenite razprave o retoriki (De arte rhetorica libri tres, ex Aristotele, Cicerone et Quintiliano praecipue deprompti), na Colegio de la Artes, kjer so se ga mladi študenti učili kot priprava na nadaljnji akademski študij; ta kolegij, sprva neodvisen, je bil sčasoma združen s kolegijem za teologijo in zaupan jezuitom. Eden njenih prvih profesorjev je bil škotski latinist George Buchanan, pozneje privrženec Johna Knoxa in obrekljivec Marije Stuart. Visoki šoli v Sao Pedru in São Paulu sta bili ustanovljeni za diplomante (zdravnike), ki nameravajo nadaljevati poklic učitelja; druge visoke šole so sprejemale študente različnih verskih redov.
Leta 1770 (23. decembra) je kralj Jožef I. na pobudo ambicioznega markiza de Pombala imenoval komisijo, zadolženo za reorganizacijo univerze. Ta komisija je svetovala ustanovitev dveh novih fakultet, matematike in naravne filozofije, pri čemer so ostale nedotaknjene starejše fakultete za teologijo, kanonsko pravo, civilno pravo in medicino. Na koncu pa je bil nekdanji in dotlej uspešen jezuitski kolegij predan Medicinski fakulteti, saj naj bi imel koristi od svojih klinik in laboratorijev, preden je bil dokončno zaplenjen ob izgonu Družbe iz Portugalske leta 1759. (Koledži univerze Coimbra).
Med glavnimi branji na univerzi v Coimbri v jezuitskem obdobju so bile knjige, ki so sestavljale vplivno skupino Cursus conimbricensesa 11 zvezkov o Aristotelu, ki so bile ustvarjene kot del prizadevanj portugalskega kralja Ivana III., da konkurira pariški univerzi.
V 18. stoletju je markiz Pombal, minister kraljevine, izvedel radikalne reforme na univerzi, zlasti glede poučevanja znanosti, v skladu s svojo razsvetljensko in antiklerikalno vero. Dolga desetletja je bila edina univerza na Portugalskem, od ustanovitve leta 1290 do leta 1559 (univerza v Évori je delovala med letoma 1559 in 1759) in ponovno med letoma 1759 in 1911 (Univerza v Lizboni in Univerza v Portu sta bili ustanovljeni leta 1911). Zaradi dolge zgodovine in prevladujočega položaja v preteklosti je Univerza v Coimbri postala pomembno središče vpliva na Portugalskem, ne le izobraževalno, ampak tudi politično in družbeno.
Prvi koraki k določeni konvergenci evropskih visokošolskih sistemov so bili narejeni s podpisom Sorbonske deklaracije s strani ministrov, pristojnih za visoko šolstvo v Franciji, Italiji, Združenem kraljestvu in Nemčiji, leta 1998, kasneje, leta 1999, s podpisom bolonjske deklaracije. Bolonjski proces, namenjen oblikovanju evropskega visokošolskega prostora z izvajanjem primerljive strukture diplom, skupnih standardov zagotavljanja kakovosti in s spodbujanjem mobilnosti študentov in članov fakultete, je bil velika revolucija v evropskem visokem šolstvu. Globalizacija, tehnološke spremembe in povečana mednarodna konkurenca za redko visokokvalificirano delovno silo so poudarile pomen tega, da evropske visokošolske ustanove postanejo privlačne in konkurenčne po vsem svetu. Bolj integriran evropski visokošolski trg je povečal konkurenco med evropskimi univerzami, kar je nujen pogoj za ustvarjanje vrhunskih inovacij in za dohitevanje gospodarstva ZDA. Na Portugalskem se je Univerza v Coimbri odločila preložiti sprejetje novega modela bolonjskega procesa iz leta 2006 na 2007/2008 (z izjemami, dovoljenimi za nekaj programov, o katerih je bilo med institucijami doseženo nacionalno soglasje za spremembo), da bi se prehod ob ohranjanju najvišjih standardov kakovosti in akademske integritete. Šele v šolskem letu 2008/2009 je celotna univerza v celoti prevzela nove programe na svojih 8 fakultetah.

## Organizacija
Njeno vodenje zagotavljajo rektor, senat in skupščina univerze, ki je zadnja pristojna za volitve rektorja in senata. Rektor ima glavno odgovornost za strateško usmeritev in splošno upravljanje univerze, skupaj s senatom in ob pomoči upravnega sveta.
Univerza je razdeljena na osem različnih fakultet (humanistika, pravo, medicina, znanost in tehnologija, farmacija, ekonomija, psihologija in izobraževalne vede ter športne vede in telesna vzgoja), ki obsegajo približno 25.000 študentov. Fakulteta za naravoslovje in tehnologijo (FCTUC) je največja po številu profesorjev in študentov, podeljuje največje število akademskih nazivov ter upravlja z več učilnicami in raziskovalnimi enotami kot katera koli druga na UC. Nacionalni inštitut za pravno medicino, organizacija pod neposrednim nadzorom portugalskega ministrstva za pravosodje, ki nudi storitve forenzične znanosti policijskim silam in vladnim agencijam Portugalske, ter učna bolnišnica Univerze v Coimbri, HUC (Hospitais da Universidade de Coimbra), univerzitetno bolnišnico, znano kot raziskovalno središče s široko paleto kliničnih storitev in medicinskih specialnosti, upravlja Medicinska fakulteta (FMUC).
Univerza ima ogromno osrednjo knjižnico (Splošna knjižnica Univerze v Coimbri), botanične vrtove (Botanični vrt Univerze v Coimbri), stadione in druge športne objekte (športni kompleks Estádio Universitário de Coimbra in stadion Campo de Santa Cruz), astronomski observatorij, založba, zasebna kapela (Kapela São Miguel), gledališče (Teatro Académico de Gil Vicente) in številni podporni objekti, kot so jedilnice in učilnice. Poleg tega univerza upravlja več muzejev in drugih kulturnih organizacij, vključno z znanstvenim muzejem (Science Museum of the University of Coimbra), muzejem sakralne umetnosti (Sacred Art Museum of the University of Coimbra) in akademskim muzejem (Academic Museum Univerze v Coimbri).
Univerza ima pet glavnih kampusov ali drugih lokacij:
- Pólo I (monumentalno starodavno univerzitetno središče z glavno knjižnico in upravnimi službami ter fakultetami za pravo, medicino, literaturo, psihologijo in naravoslovje – aktivno od zgodnjih univerzitetnih časov pred 16. stoletjem, z velikimi razširitvami v 18. stoletje in od 1940 do 1960, v času Estado Novo)
- Pólo II (inženiring, znanost in tehnologija – zgrajen v devetdesetih in dvajsetih letih prejšnjega stoletja)
- Pólo III (medicina, farmacija in univerzitetna bolnišnica – zgrajena v 1980-ih z velikimi razširitvami v 2000-ih)
- Faculdade de Economia (ekonomija, družbene vede – ustanovljena v sedemdesetih letih prejšnjega stoletja)
- Faculdade de Ciências do Desporto e Educação Física (športne vede – ustanovljena v poznih 1990-ih v univerzitetnem športnem kompleksu)

## Študenti
Študente zastopa študentska zveza Associação Académica de Coimbra (AAC). Ustanovljena je bila 3. novembra 1887 in je najstarejša zveza univerzitetnih študentov na Portugalskem z dolgo zgodovino boja proti nepriljubljenim državnim politikam, ki je na poti oblikovala pomembne politike in intelektualce. V njej je tudi zelo dinamično družabno življenje s številnimi športnimi in kulturnimi sekcijami ter vrsto drugih avtonomnih organizacij. Je pomembna struktura zunajšolskega oblikovanja študentov Univerze v Coimbri in pomembna institucija samega mesta. AAC razvija dejavnosti, kot so gledališče, kino, radijsko in televizijsko oddajanje, glasba, zborovsko petje, novinarstvo ali filatelija, pa tudi veslanje, atletika in številni drugi športi. Vsak študent in občasno tudi kakšen neštudent ima pravico do članstva v teh oddelkih.

## Seznam fakultet
Univerza je organizirana v 8 fakultet in vsaka fakulteta v oddelke:
- Pravna fakulteta (Faculdade de Direito da Universidade de Coimbra) ponuja vse stopnje akademskih stopenj iz prava in javne uprave.
- Medicinska fakulteta (Faculdade de Medicina da Universidade de Coimbra) ponuja vse stopnje akademskih stopenj medicine in dentalne medicine.
- Fakulteta za humanistične študije (Faculdade de Letras da Universidade de Coimbra) ponuja vse stopnje akademskih stopenj iz filma, glasbe, gledališča, klasičnih jezikov, književnosti in portugalščine, sodobnih jezikov in književnosti, zgodovine, zgodovine umetnosti, arheologije, geografije, filozofije, novinarstva in Turizem, prosti čas in dediščina.
- Fakulteta za znanost in tehnologijo (Faculdade de Ciências e Tecnologia da Universidade de Coimbra) ponuja vse stopnje akademskih stopenj iz antropologije, arhitekture, biologije, biokemije, oblikovanja in multimedije, konservatorstva in restavratorstva, okoljskega inženirstva, biomedicinskega inženirstva, gradbeništva, elektrotehnike in Računalništvo, fizikalno inženirstvo, industrijsko inženirstvo in management, informatika, inženirstvo materialov, strojništvo, kemijsko inženirstvo, fizika, geologija, matematika, kemija in medicinska kemija.
- Fakulteta za farmacijo (Faculdade de Farmácia da Universidade de Coimbra) ponuja vse stopnje akademskih stopenj farmacevtskih znanosti.
- Ekonomska fakulteta (Faculdade de Economia da Universidade de Coimbra) ponuja vse stopnje akademskih stopenj iz ekonomije, poslovne organizacije in managementa, mednarodnih odnosov in sociologije.
- Fakulteta za psihologijo in izobraževalne vede (Faculdade de Psicologia e Ciências da Educação da Universidade de Coimbra), ki ponuja vse stopnje akademskih stopenj iz psihologije, socialnih storitev in izobraževalnih ved.
- Fakulteta za športne vede in telesno vzgojo (Faculdade de Ciências do Desporto e Educação Física da Universidade de Coimbra) ponuja vse stopnje akademskih stopenj športne znanosti in telesne vzgoje.